# 库尔斯河
库尔斯河（法語：Course，法語發音：[kuʁs] ⓘ）是法国上法兰西大区加来海峡省的河流，是康什河的右支流，长24.7千米，发源自杜多维尔，于阿坦和拉马德莱娜-苏蒙特勒伊流入康什河。